# هربرت بيكر
هربرت بيكر (7 فبراير 1880 في المملكة المتحدة - 26 أغسطس 1958) (بالإنجليزية: Herbert Baker)‏ هو لاعب كريكت بريطاني (وحمل سابقاً جنسية المملكة المتحدة لبريطانيا العظمى وأيرلندا). لعب مع Kent County Cricket Club ‏.

## وصلات خارجية
- هربرت بيكر على موقع إي آس بي آن كريك إنفو (الإنجليزية)